# Kim Myeong-soo
Kim Myeong-soo (coréen : 김명수 ; hanja : 金命洙), né le 12 octobre 1959, est un juriste sud-coréen et le 16e juge en chef de la Cour suprême de Corée, inaugurée le 25 septembre 2017, succédant au sortant Yang Sung-tae.

## Biographie
Kim est diplômé de la faculté de droit de l'Université nationale de Séoul en 1981 et réussit l'examen judiciaire national en 1983. Il commence sa carrière à la branche nord du tribunal de district de Séoul en 1986. En février 2016, il est nommé juge en chef du district de Chuncheon. Il commence son mandat de 6 ans en tant que juge en chef le 25 septembre 2017, après avoir été élu lors d'un vote d'approbation parlementaire de 160 à 134,.